# Bryconamericus diaphanus
Bryconamericus diaphanus är en fiskart som först beskrevs av Cope, 1878.  Bryconamericus diaphanus ingår i släktet Bryconamericus och familjen Characidae. Inga underarter finns listade.